# Yorushika/Diskografie
Diese Diskografie ist eine Übersicht der musikalischen Werke des japanischen Musikduos Yorushika. Den Schallplattenauszeichnungen zufolge hat es bisher mehr als 300.000 Tonträger verkauft. Die erfolgreichsten Veröffentlichungen sind die Singles Ghost in a Flower und Spring Thief sowie das Album Plagiarism mit je über 100.000 verkauften Einheiten.

## Alben

### Studioalben
| Jahr | Titel Musiklabel                                                                                                | Höchstplatzierung, Gesamtwochen, AuszeichnungChartsChartplatzierungen (Jahr, Titel, Musiklabel, Platzierungen, Wochen, Auszeichnungen, Anmerkungen) | Anmerkungen                           |
| Jahr | Titel Musiklabel                                                                                                | JP | Anmerkungen                           |
| ---- | --- | --- | ------------------------------------- |
| 2019 | That’s Why I Gave Up on Music Originaltitel: だから僕は音楽を辞めた Dakara Boku wa Ongaku wo Yameta U&R Records | JP5 (100 Wo.)JP | Erstveröffentlichung: 10. April 2019  |
| 2019 | Elma Originaltitel: エルマ Eruma Universal Music Japan                                                          | JP3 (60 Wo.)JP | Erstveröffentlichung: 28. August 2019 |
| 2020 | Plagiarism Originaltitel: 盗作 Tōsaku Universal Music Japan                                                     | JP2 Gold · (72 Wo.)JP | Erstveröffentlichung: 29. Juli 2020   |
| 2023 | Magic Lantern 幻燈 Gentō Polydor Records                                                                        | JP— aJP | Erstveröffentlichung: 5. April 2023   |

### EPs
| Jahr | Titel Musiklabel                                                                                                   | Höchstplatzierung, Gesamtwochen, AuszeichnungChartsChartplatzierungen (Jahr, Titel, Musiklabel, Platzierungen, Wochen, Auszeichnungen, Anmerkungen) | Anmerkungen                           |
| Jahr | Titel Musiklabel                                                                                                   | JP | Anmerkungen                           |
| ---- | --- | --- | ------------------------------------- |
| 2017 | The Summer Grass Is Getting in My Way Originaltitel: 夏草が邪魔をする Natsukusa ga Jama wo Suru U&R Records        | JP32 (77 Wo.)JP | Erstveröffentlichung: 28. Juni 2017   |
| 2018 | A Loser Doesn’t Need an Encore Originaltitel: 負け犬にアンコールはいらない Makeinu ni Ankoru wa Iranai U&R Records | JP5 (116 Wo.)JP | Erstveröffentlichung: 9. Mai 2018     |
| 2021 | Creation Originaltitel: 創作 Sōsaku Universal Music Japan                                                          | JP4 (19 Wo.)JP | Erstveröffentlichung: 27. Januar 2021 |

## Singles
| Jahr | Titel Album | Höchstplatzierung, Gesamtwochen, AuszeichnungChartsChartplatzierungen (Jahr, Titel, Album, Platzierungen, Wochen, Auszeichnungen, Anmerkungen) | Anmerkungen                                                                         |
| Jahr | Titel Album | JP | Anmerkungen                                                                         |
| --- | --- | --- | ----------------------------------------------------------------------------------- |
| 2018 | Deep Indigo Originaltitel: 藍二乗 Ai Nijō That’s Why I Gave Up on Music Originaltitel: だから僕は音楽を辞めた Dakara Boku wa Ongaku wo Yameta                                                                 | JP— Gold (Streaming)JP | Erstveröffentlichung: 27. Dezember 2018                                             |
| 2019 | Parade Originaltitel: パレード Paredo That’s Why I Gave Up on Music Originaltitel: だから僕は音楽を辞めた Dakara Boku wa Ongaku wo Yameta                                                                     | — | Erstveröffentlichung: 15. März 2019                                                 |
| 2019 | A Hole Opened Up in My Heart Originaltitel: 心に穴が空いた Kokoro ni Ana ga Aita Elma Originaltitel: エルマ Eruma                                                                                             | — | Erstveröffentlichung: 4. Juni 2019                                                  |
| 2020 | Night Journey Originaltitel: 夜行 Yakō Plagiarism Originaltitel: 盗作 Tōsaku | — | Erstveröffentlichung: 4. März 2020 Vorspannmusik Um ein Schnurrhaar                 |
| 2020 | Ghost in a Flower Originaltitel: 花に亡霊 Hana ni Bōrei Plagiarism Originaltitel: 盗作 Tōsaku | JP— b ×2Gold (Digital) + Doppelplatin (Streaming)JP                                                                                            | Erstveröffentlichung: 22. April 2020 Titellied Um ein Schnurrhaar                   |
| 2020 | Eat the Wind Originaltitel: 風を食む Kaze wo Hamu Creation Originaltitel: 創作 Sōsaku | — | Erstveröffentlichung: 7. Oktober 2020                                               |
| 2021 | Spring Thief Originaltitel: 春泥棒 Haru Dorobō Creation Originaltitel: 創作 Sōsaku | JP— c ×2Gold (Digital) + Doppelplatin (Streaming)JP                                                                                            | Erstveröffentlichung: 9. Januar 2021                                                |
| 2021 | 又三郎 Matasaburō Magic Lantern Originaltitel: 幻燈 Gentō | JP— d Gold (Streaming)JP | Erstveröffentlichung: 7. Juni 2021                                                  |
| 2021 | The Old Man and the Sea Originaltitel: 老人と海 Rōjin to Umi Magic Lantern Originaltitel: 幻燈 Gentō | — | Erstveröffentlichung: 18. August 2021                                               |
| 2021 | Howl at the Moon Originaltitel: 月に吠える Tsuki ni Hoeru Magic Lantern Originaltitel: 幻燈 Gentō | — | Erstveröffentlichung: 6. Oktober 2021                                               |
| 2022 | Bremen Originaltitel: ブレーメン Buremen Magic Lantern Originaltitel: 幻燈 Gentō | JP— e fJP | Erstveröffentlichung: 4. Juli 2022                                                  |
| 2022 | Left-Right Confusion Originaltitel: 左右盲 Sayūmō Magic Lantern Originaltitel: 幻燈 Gentō | JP— g Gold (Streaming)JP | Erstveröffentlichung: 25. Juli 2022 Titelmusik zum Dorama Renovation like Magic     |
| 2022 | The Fruits of the Earth チノカテ Chinokate Magic Lantern Originaltitel: 幻燈 Gentō | — | Erstveröffentlichung: 29. August 2022 Titelmusik zum Dorama Renovation like Magic   |
| 2023 | Telepath Originaltitel: テレパス Terepasu – | — | Erstveröffentlichung: 12. Januar 2023 Vorspannmusik Kaina of the Great Snow Sea     |
| 2023 | Algernon Originaltitel: アルジャーノン Arujanon Magic Lantern Originaltitel: 幻燈 Gentō | JP— h Gold (Streaming)JP | Erstveröffentlichung: 6. Februar 2023                                               |
| 2023 | 451 Magic Lantern Originaltitel: 幻燈 Gentō | — | Erstveröffentlichung: 8. März 2023                                                  |
| 2023 | Setting Sun Originaltitel: 斜陽 Shayō – | JP— i Gold (Streaming)JP | Erstveröffentlichung: 8. Mai 2023 Vorspannmusik The Dangers in My Heart (Staffel 1) |
| 2023 | Moonbath Originaltitel: 月光浴 Gekkōyoku – | — | Erstveröffentlichung: 13. Oktober 2023                                              |
| 2024 | Sunny Originaltitel: 晴る Haru – | JP— j Platin (Streaming)JP | Erstveröffentlichung: 5. Januar 2024 Vorspannmusik Frieren (Staffel 1, Part 2)      |
| 2024 | ルバート Rubato – | JP12 k (6 Wo.)JP | Erstveröffentlichung: 26. Juni 2024                                                 |
| Folgende Lieder erschienen nicht als eigenständige Single, konnten aber aufgrund von Musikstreaming und Musikdownloads eine Chartplatzierung und musikalische Auszeichnungen erhalten. | | |                                                                                     |
| | | |                                                                                     |
| 2017 | Say It Originaltitel: 言って。 Itte。 The Summer Grass Is Getting in My Way Originaltitel: 夏草が邪魔をする Natsukusa ga Jama wo Suru                                                                         | JP— Gold (Streaming)JP |                                                                                     |
| 2018 | Just a Sunny Day for You Originaltitel: ただ君に晴れ Tada Kimi ni Hare A Loser Doesn't Need an Encore Originaltitel: 負け犬にアンコールはいらない Makeinu ni Ankōru wa Iranai                                 | JP— l ×2Doppelplatin (Streaming)JP |                                                                                     |
| 2018 | Hitchcock Originaltitel: ヒッチコック Hitchikokku A Loser Doesn't Need an Encore Originaltitel: 負け犬にアンコールはいらない Makeinu ni Ankōru wa Iranai                                                      | JP— Gold (Streaming)JP |                                                                                     |
| 2018 | A Loser Doesn’t Need an Encore Originaltitel: 負け犬にアンコールはいらない Makeinu ni Ankōru wa Iranai A Loser Doesn’t Need an Encore Originaltitel: 負け犬にアンコールはいらない Makeinu ni Ankōru wa Iranai | JP— Gold (Streaming)JP |                                                                                     |
| 2019 | That’s Why I Gave Up on Music Originaltitel: だから僕は音楽を辞めた Dakara Boku wa Ongaku wo Yameta That’s Why I Gave Up on Music Originaltitel: だから僕は音楽を辞めた Dakara Boku wa Ongaku wo Yameta       | JP— m Platin (Streaming)JP |                                                                                     |
| 2019 | Rain with Capuccino Originaltitel: 雨とカプチーノ Ame to Kapuchiino Elma Originaltitel: エルマ Eruma | JP— Gold (Streaming)JP |                                                                                     |
| 2020 | Prostitution Originaltitel: 春ひさぎ Haru Hisagi Plagiarism Originaltitel: 盗作 Tōsaku | JP— nJP |                                                                                     |
| 2020 | Thoughtcrime Originaltitel: 思想犯 Shisōhan Plagiarism Originaltitel: 盗作 Tōsaku | JP— oJP |                                                                                     |

## Videoalben und Musikvideos

### Videoalben
| Jahr | Titel Musiklabel                                                       | Höchstplatzierung, Gesamtwochen, AuszeichnungChartsChartplatzierungen (Jahr, Titel, Musiklabel, Platzierungen, Wochen, Auszeichnungen, Anmerkungen) | Anmerkungen                                                |
| Jahr | Titel Musiklabel                                                       | JP | Anmerkungen                                                |
| ---- | ---------------------------------------------------------------------- | --- | ---------------------------------------------------------- |
| 2021 | ヨルシカ Live 「前世」 Yorushika Live 「Zensei」 Universal Music Japan | JP5 (31 Wo.)JP | Veröffentlichung: 26. Mai 2021 DVD-Charts Japan: 3. Platz  |
| 2022 | ヨルシカ Live 「月光」 Yorushika Live 「Gekkō」 Universal Music Japan  | JP5 (27 Wo.)JP | Veröffentlichung: 29. Juni 2022 DVD-Charts Japan: 3. Platz |

### Musikvideos
| Jahr | Titel                                                                                                 | Regie               |
| ---- | --- | ------------------- |
| 2017 | Fireworks Beneath My Shoes (Originaltitel: 靴の花火 Kutsu no Hanabi)                                  | Second Origami      |
| 2017 | Say It. (Originaltitel: 言って。 Itte.)                                                               | Ōtori               |
| 2018 | Semi-Transparent Boy (Originaltitel: 準透明少年 Jun Tōmei Shōnen)                                     | Minakata Laboratory |
| 2018 | Hitchcock (Originaltitel: ヒッチコック Hitchikokku)                                                   | Ōtori               |
| 2018 | Just a Sunny Day for You (Originaltitel: ただ君に晴れ Tada Kimi ni Hare)                              | Popurika            |
| 2018 | The Clouds and the Ghost (Originaltitel: 雲と幽霊 Kumo to Yūrei)                                      | Popurika            |
| 2018 | Deep Indigo (Originaltitel: 藍二乗 Ai Nijō)                                                           | Popurika            |
| 2019 | Parade (Originaltitel: パレード Paredo)                                                               | Ōtori               |
| 2019 | That’s Why I Gave Up on Music (Originaltitel: だから僕は音楽を辞めた Dakara Boku wa Ongaku wo Yameta) | Popurika, Magotsuki |
| 2019 | A Hole Opened in My Heart (Originaltitel: 心に穴が空いた Kokoro ni Ana ga Aita)                       | Kenji Kawasaki      |
| 2019 | Rain with Cappuccino (Originaltitel: 雨とカプチーノ Ame to Kapuchīno)                                 | Popurika            |
| 2019 | Nautilus (Originaltitel: ノーチラス Nochirasu)                                                        | Morie Kohta         |
| 2020 | Night Journey (Originaltitel: 夜行 Yakō)                                                              | Hiroshi Kamebuchi   |
| 2020 | Ghost in a Flower (Originaltitel: 花に亡霊 Hana ni Bōrei)                                             | Popurika            |
| 2020 | Prostitution (Originaltitel: 春ひさぎ Haru Hisagi)                                                    | Takuya Katsumi      |
| 2020 | Thoughtcrime (Originaltitel: 思想犯 Shisōhan)                                                         | Rabbit MACHINE      |
| 2020 | Plagiarism (Originaltitel: 盗作 Tōsaku)                                                               | Tetsuya Nagato      |
| 2020 | Eat the Wind (Originaltitel: 風を食む Kaze wo Hamu)                                                   | Kyotaro Hayashi     |
| 2021 | Spring Thief (Originaltitel: 春泥棒 Haru Dorobō)                                                      | Morie Kohta         |
| 2021 | Matasaburō 又三郎                                                                                     | Takuya Katsumi      |
| 2021 | Howl at the Moon (Originaltitel: 月に吠える Tsuki ni Hoeru)                                           | Ryu Kato            |
| 2022 | Bremen (Originaltitel: ブレーメン Buremen)                                                            | Rabbit MACHINE      |
| 2022 | Left-Right Confusion (Originaltitel: 左右盲 Sayūmō)                                                   | Morie Kohta         |
| 2022 | The Fruits of the Earth (Originaltitel: チノカテ Chinokate)                                           | Ryo Ichikawa        |
| 2023 | Telepath (Originaltitel: テレパス Terepasu)                                                           | Rabbit MACHINE      |
| 2023 | Algernon (Originaltitel: アルジャーノン Arujanon)                                                     | Takuro Oishi        |
| 2023 | Miyakōchi 都落ち                                                                                      | Atsuyo Kanamori     |
| 2023 | Setting Sun (Originaltitel: 斜陽 Shayō)                                                               | Yutaro Kubo         |
| 2023 | The First Night (Originaltitel: 第一夜 Dai ichi-yo)                                                   | Ryu Kato            |
| 2023 | Moonbath (Originaltitel: 月光浴 Gekkōyoku)                                                            | Yutaro Kubo         |
| 2024 | Sunny (Originaltitel: 晴る Haru)                                                                      | Morie Kohta         |

## Statistik

### Chartauswertung
|                     | JP    |
| ------------------- | ----- |
| Nummer-eins-Alben   | JP—JP |
| Top-10-Alben        | JP5JP |
| Alben in den Charts | JP6JP |

|                       | JP    |
| --------------------- | ----- |
| Nummer-eins-Singles   | JP—JP |
| Top-10-Singles        | JP—JP |
| Singles in den Charts | JP1JP |

|                          | JP    |
| ------------------------ | ----- |
| Nummer-eins-Videoalben   | JP—JP |
| Top-10-Videoalben        | JP2JP |
| Videoalben in den Charts | JP2JP |

### Auszeichnungen für Musikverkäufe
Anmerkung: Auszeichnungen in Ländern aus den Charttabellen bzw. Chartboxen sind in ebendiesen zu finden.
| Land/RegionAuszeichnungen für Musikverkäufe (Land/Region, Auszeichnungen, Verkäufe, Quellen) | Gold       | Platin     | Verkäufe | Quellen            |
| -------------------------------------------------------------------------------------------- | ---------- | ---------- | -------- | ------------------ |
| Japan (RIAJ)                                                                                 | 12× Gold12 | 8× Platin8 | 300.000  | riaj.or.jp JP2 JP3 |
| Insgesamt                                                                                    | 12× Gold12 | 8× Platin8 |          |                    |